# 大和田町 (千葉県)
大和田町（おおわだまち）は、千葉県千葉郡にかつて存在した町である。現在の千葉県八千代市南部にあたる。

## 位置・地勢
千葉郡の北部。東部に印旛郡と境する新川が流れ、高津の水を合わせて北流する。大部分を丘陵が占め東北の新川の谷津に傾く。最高点は笹塚の海抜33ｍ。

## 沿革
- 1875年（明治8年）- 第11大区第10小区
- 1878年（明治11年）- 旧大和田村と萱田町、高津村と高津新田、大和田新田と萱田村、勝田村と柏井村と横戸村、それぞれ戸長役場を置く。
- 1884年（明治17年）- 上記の4戸長役場が連合する。

- 1889年（明治22年）4月1日 - 町村制の施行により旧大和田村、萱田村、高津村、萱田町、大和田新田、高津新田、勝田村が合併して千葉郡大和田村が発足。

この時、柏井および横戸は連合から離脱して犢橋村を形成したため、勝田は飛地として取り残された。この飛地は昭和29年まで約65年間続く。
- 1891年（明治24年）8月24日 - 町制施行、千葉郡大和田町。
- 1954年（昭和29年）1月15日 - 睦村と合併し千葉郡八千代町を新設。同日大和田町廃止。

## 官公署

### 役場
初め大和田小敷地内、のち萱田町字出戸612番地。役場庁舎は木造平屋瓦葺で建坪約26坪。現況は住宅。第十小区戸長および初代大和田村長、高橋竹松。2代、岩井湧之助。

### 警察
船橋警察署大和田町巡査駐在所、萱田町巡査駐在所各1名にて警察事務を執る。

### 裁判所
千葉区裁判所大和田出張所。大字大和田。1893年（明治26年）開設。事務棟・居住室・扣所・倉庫の4棟を備える。管轄は大和田町、二宮村、豊富村、睦村および犢橋村の1町4村。のち印旛郡阿蘇村加わる。

### 郵便
大和田郵便局。萱田町。明治5年（1872年）1月開設。木造瓦葺2階建。郵便、為替、貯金、国庫金、簡易保険を取り扱う。電信設備なし。管轄は大和田町、睦村、印旛郡阿蘇村および志津村の一部。

## 交通

### 鉄道
- 京成電鉄
  - 本線 - 京成大和田駅（1926年開業）

*八千代台駅、勝田台駅は開業していない。

### 道路
- 成田街道（現国道296号）

## 主な施設・機関

### 神社
- 時平神社 - 萱田町と大和田の2社
- 高津比咩神社 - 高津

### 寺院
- 薬師寺 - 萱田町
- 圓光院 - 大和田字出戸。大聖寺の末寺。
- 長福寺 - 萱田寺の臺

### 国の施設
- 陸軍習志野錬兵場の一部
- 鉄道連隊演習線